# HCI Burnie International I 2024
Das HCI Burnie International I 2024 war ein Tennisturnier der ITF Women’s World Tennis Tour 2024 für Damen und ein Tennisturnier der ATP Challenger Tour 2024 für Herren in Burnie. Die Turniere fanden parallel vom 29. Januar bis 4. Februar 2024 statt.